# بی‌دینی در فنلاند

بی خدایی در فنلاند

با توجه به اطلاعات جمعیتی، شمار افراد بدون هیچ وابستگی مذهبی در فنلاند به بیش از یک میلیون نفر در سال ۲۰۱۰ رسیده است. بنابراین تقریباً یک نفر از هر پنج نفر در فنلاند است عضو هیچ فرقهٔ خاص مذهبی نیست. تعداد افراد بدون هیچ وابستگی مذهبی در فنلاند طی دو دههٔ اخیر دو برابر شده است.